# راسل ادواردز (بازیکن فوتبال)
راسل ادواردز (انگلیسی: Russell Edwards؛ زادهٔ ۲۱ دسامبر ۱۹۷۳) بازیکن فوتبال اهل بریتانیا است.
از باشگاه‌هایی که در آن بازی کرده‌است می‌توان به باشگاه فوتبال کریستال پالاس اشاره کرد.